# Balasi Barnabás
Balasi Barnabás (Budapest, 1982. december 22. –) magyar karnagy, orgonaművész, improvizátor, zenepedagógus.

## Tanulmányai
Középfokú zenei tanulmányait a budapesti Szent István Király Zeneművészeti Szakközépiskola és a Bartók Béla Konzervatórium orgona szakán végezte. 2007-ben a budapesti Liszt Ferenc Zeneművészeti Egyetemen (Zeneakadémia) karnagyi diplomát szerzett Kutnyánszky Csaba és Párkai István növendékeként. 2011-től 2015-ig a bécsi Zeneakadémián (Universität für Musik und darstellende Kunst Wien) orgona-előadóművész szakán Martin Haselböck növendéke volt. 2019-ben orgonaművész-diplomát szerez a Liszt Ferenc Zeneművészeti Egyetemen Fassang László és Ruppert István növendékeként.

## Életpályája
18 éves korától kezdve részt vett a magyar egyházi orgonisták képzésében a Harmat Artúr Központi Kántorképző oktatójaként. 1999 óta a budapesti Batthyány téri Szent Anna-templom orgonistája. 2011-ben megalakította a templom hivatásos énekesekből álló énekkarát. A templom egyházzenéjében elsősorban a reneszánsz örökség, a klasszika és a romantika hagyományainak ápolásán túl kiemelt szerepet kapnak a kortárs kompozíciók. Ugyanilyen szándékkal ápolja a liturgikus orgonazene hagyományait, és állítja vissza azt mint liturgikus szolgálatot a köztudatba és az egyház életébe. 2015 óta a Batthyány téri Szent Anna-templom zeneigazgatója. 24 éves kora óta konzervatóriumi tanár a budapesti Szent István Király Zeneművészeti Szakközépiskolában, ahol szolfézs, zeneelmélet, continuo és improvizáció tárgyakat oktat. 2015 óta a Konzervatórium Férfikarának karnagya. Improvizációs képességei még gyerekkorában hamar megmutatkoztak.[forrás?] Improvizátorként több nemzetközi versenyen vett részt. 2024 óta a Bartók Béla Konzervatórium orgonatanára. 

## Díjak, elismerések
2021-től Mindszent város (Csongrád-Csanád vármegye) tiszteletbeli polgára.
2024-től Magyar Érdemkereszttel kitüntetett művész. Magyarország köztársasági elnöke 2024. augusztus 17-én kivételes improvizációs készsége és előadóművészete, valamint elhivatott egyházzenei szolgálata és oktatói tevékenysége elismeréseként a Magyar Érdemkereszttel tüntette ki. 